# Haarbrück
Haarbrück is een dorp in het zuiden van de Duitse gemeente Beverungen, deelstaat Noordrijn-Westfalen. Ultimo 2014 had het 471 inwoners.
Het dorp ligt direct ten noorden van Langenthal, dat tot de gemeente Trendelburg in de deelstaat Hessen behoort. Via een fraai, 7 kilometer lang bergweggetje in noordelijke richting bereikt men het stadje Beverungen.
Veel dorpsbewoners volgen een reeds decennia oude traditie en werken bij elders gevestigde aannemersbedrijven als bouwvakker. Ook het boerenbedrijf is, ondanks teruglopende werkgelegenheid in de agrarische sector, in het dorp nog niet onbelangrijk.
De rooms-katholieke St. Bartholomeüskerk in Haarbrück werd ingewijd in 1883.

## Afbeeldingen

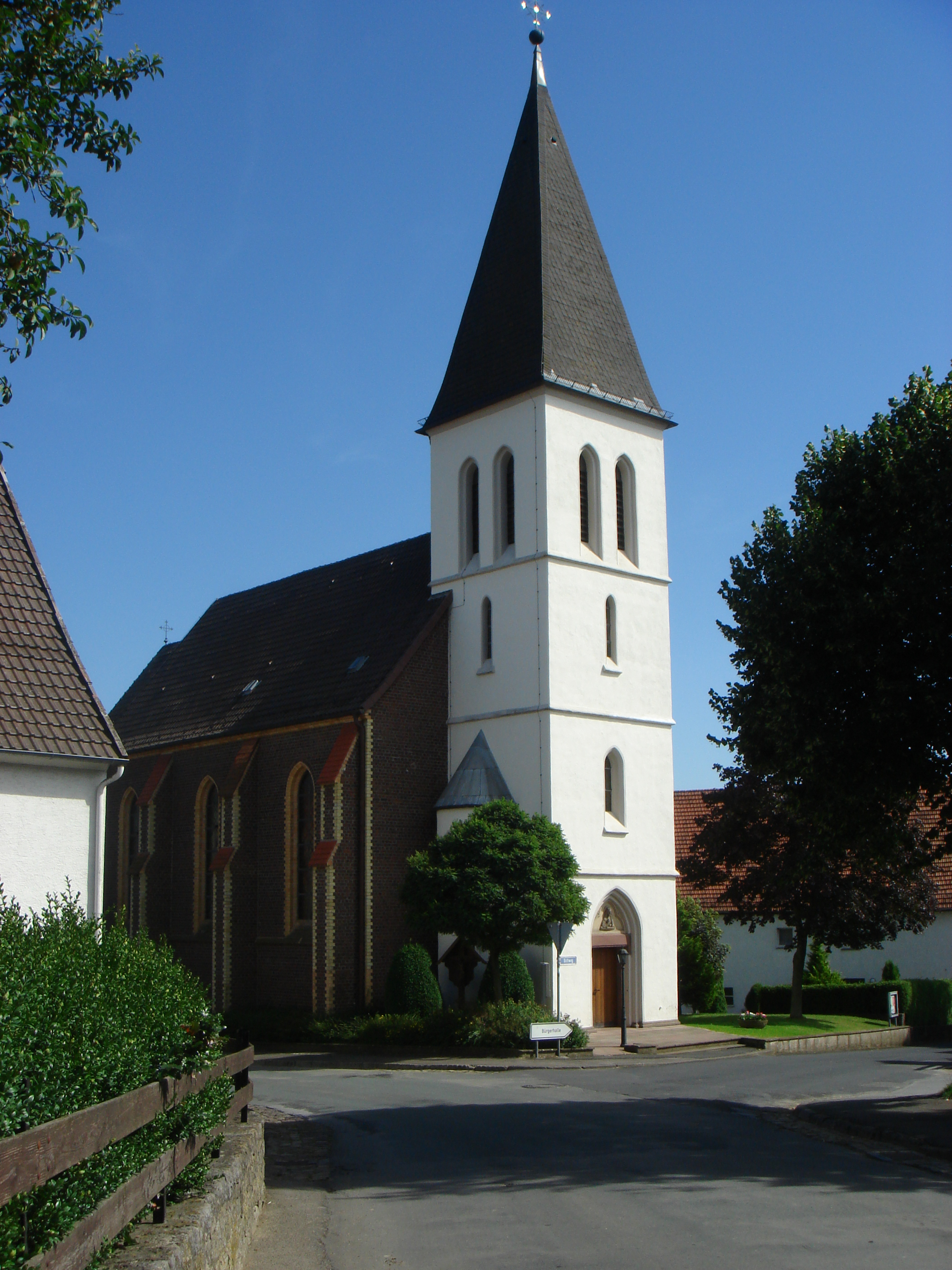
St. Bartholomeüskerk
Panoramafoto: Gezicht op Haarbrück